# Procandea loretoensis
Procandea loretoensis är en insektsart som beskrevs av Young 1968. Procandea loretoensis ingår i släktet Procandea och familjen dvärgstritar.
Artens utbredningsområde är Peru. Inga underarter finns listade i Catalogue of Life.